# Bircena
Bircena (Griego antiguo: Βιρκέννα; reglado c. 292– 272 a. C.) era una princesa iliria, que se convirtió más tarde en reina epirota.
Bircena era hija de Bardilis II, de Reino dardanio.  Fue una de las cinco mujeres de Pirro de Epiro, con el que se casó alrededor de 292 a. C. Pirro se casó con Bircena por razones diplomáticas y para aumentar su poder en el sur de Iliria, como aliado del padre de Bircena. Bircena tuvo un hijo llamado Heleno, quien a una edad temprana acompañó su padre en las ambiciosas campañas que le condujeron a la península italiana. Lanassa, otra de las mujeres de Pirro, le abandonó porque reclamaba mejor cuidado que el que él daba a sus mujeres bárbaras.